# Towarzystwo Opieki nad Zabytkami Przeszłości
Towarzystwo Opieki nad Zabytkami Przeszłości (TOnZP) – stowarzyszenie stawiające sobie za cel ochronę zabytków i polskiego dziedzictwa kultury działające w latach 1906–1944.

## Opis
TOnZP zostało założone 26 czerwca 1906 w Warszawie. W 1911 towarzystwo nabyło kamienicę Baryczków w Warszawie, która od 1912 była siedzibą towarzystwa.
Towarzystwo prowadziło szeroką działalność popularyzatorską oraz podejmowało inicjatywy ochrony zabytków kultury narodowej. Systematycznie prowadziło także prace inwentaryzatorskie – gromadziło szkice, rysunki, opracowania pomiarowe i fotografie zabytków. W jego ramach działała także Komisja Starej Warszawy, kierowana przez Aleksandra Kraushara, która zajmowała się ewidencją stołecznych obiektów zabytkowych i organizowała ruch społeczny działający na rzecz ich ratowania. Dorobek Towarzystwa liczący 18 000 negatywów przekazany został do zbiorów Instytutu Sztuki Polskiej Akademii Nauk.
W ramach działalności TOnZP odrestaurowano kilkaset obiektów zabytkowych a skatalogowano kilkaset tysięcy. W czasie I wojny światowej powstała sieć kół TOnZP na terenie Rosji. Szczególnie aktywne były oddziały w Piotrogrodzie, Moskwie i Kijowie. Dzięki działaczom TOnZP uratowano znaczną liczbę polskich zabytków kultury wywiezionych w głąb Imperium Rosyjskiego lub pozostałych w polskich dworach na Kresach Wschodnich.
Przed wybuchem II wojny światowej (1939) bibliotekę TOnZP zdeponowano w Muzeum Wojska Polskiego w Warszawie.
Tradycję TOnZP przejęło powstałe w 1974 Towarzystwo Opieki nad Zabytkami.